# National Hockey Association
La National Hockey Association (NHA), ufficialmente la National Hockey Association of Canada Limited, era un'organizzazione di hockey su ghiaccio professionale con squadre in Ontario e Quebec, in Canada. È il diretto predecessore della odierna National Hockey League (NHL). Fondata nel 1909 da Ambrose O'Brien , l'NHA introdusse il "sei-hockey" rimuovendo la posizione del "rover" nel 1911. Durante la sua vita, la lega affrontò la competizione per i giocatori della Pacific Coast Hockey Association.(PCHA), l'arruolamento di giocatori per la prima guerra mondiale e disaccordi tra proprietari. I disaccordi tra i proprietari vennero a una svolta nel 1917, quando l'NHA sospese le operazioni per sbarazzarsi di un proprietario indesiderato (Eddie Livingstone). I restanti proprietari di team NHA hanno avviato la NHL in parallelo come misura temporanea, per continuare a giocare mentre i negoziati proseguivano con Livingstone e altre cause erano pendenti. Un anno dopo, non avendo raggiunto alcun progresso con Livingstone, gli altri proprietari NHA decisero di sospendere definitivamente l'NHA. Le regole, la costituzione e i trofei del NHA sono continuati nella NHL.

## Squadre

### Risultati stagione per stagione
| Stagione | Squadre | Campione                                                 |
| -------- | --- | -------------------------------------------------------- |
| 1910     | Cobalt Silver Kings, Haileybury Hockey Club, Montreal Canadiens, Montreal Shamrocks, Montreal Wanderers, Ottawa Senators†, Renfrew Creamery Kings | Montreal Wanderers†                                      |
| 1910-11  | Montreal Canadiens, Montreal Wanderers, Ottawa Senators, Quebec Bulldogs, Renfrew Creamery Kings                                                  | Ottawa Senators†                                         |
| 1911-12  | Montreal Canadiens, Montreal Wanderers, Ottawa Senators, Quebec Bulldogs                                                                          | Quebec Bulldogs†                                         |
| 1912-13  | Montreal Canadiens, Montreal Wanderers, Ottawa Senators, Quebec Bulldogs, Toronto, Toronto Tecumsehs                                              | Quebec Bulldogs†                                         |
| 1913-14  | Montreal Canadiens, Montreal Wanderers, Ottawa Senators, Quebec Bulldogs, Toronto, Toronto Ontarios                                               | Toronto† (vittoria ai playoff contro i Canadiens)        |
| 1914-15  | Montreal Canadiens, Montreal Wanderers, Ottawa Senators, Quebec Bulldogs, Toronto, Toronto Shamrocks                                              | Ottawa Senators (vittoria ai playoff contro i Wanderers) |
| 1915-16  | Montreal Canadiens, Montreal Wanderers, Ottawa Senators, Quebec Bulldogs, Toronto                                                                 | Montreal Canadiens†                                      |
| 1916-17  | Montreal Canadiens, Montreal Wanderers, Ottawa Senators, Quebec Bulldogs, Toronto*, Toronto 228th Battalion*                                      | Montreal Canadiens† (vittoria ai playoff contro Ottawa)  |

† Vincitori della Stanley Cup. Nel 1910, sia i Wanderers che i Senators vennero considerati campioni.
*I 228th Battalion lasciarono il campionato dopo la prima metà del campionato. Toronto venne sospesa dalla lega dopo la prima metà del campionato.

### Storia delle squadre
| Squadra                                                                                     | Anni    | Origine |
| ------------------------------------------------------------------------------------------- | ------- | --- |
| Cobalt Silver Kings                                                                         | 1909-10 | nuova, giocatori passati ai Quebec Bulldogs nel 1911                                                                                   |
| Haileybury Hockey Club                                                                      | 1909-10 | nuova, franchigia passata ai Montreal Canadiens nel 1911                                                                               |
| Les Canadiens                                                                               | 1909-10 | nuova, franchigia passata ai Toronto Blueshirts nel 1912                                                                               |
| Montreal Shamrocks                                                                          | 1910    | proveniente dalla ECHA, venne aggiunta nel gennaio 1910                                                                                |
| Montreal Wanderers                                                                          | 1909-17 | proveniente dalla ECHA, venne aggiunta nel dicembre 1909                                                                               |
| Ottawa Senators                                                                             | 1910-17 | proveniente dalla ECHA, venne aggiunta nel gennaio 1910                                                                                |
| Quebec Bulldogs                                                                             | 1910-17 | proveniente dalla ECHA, venne aggiunta nel dicembre 1910                                                                               |
| Renfrew Creamery Kings                                                                      | 1909-11 | proveniente dalla Federal League, venne aggiunta nel dicembre 1909                                                                     |
| Toronto, noti come Toronto Blueshirts                                                       | 1912-17 | nuova, ex franchigia O'Brien |
| Toronto Tecumsehs rinominata Toronto Ontarios, 1913-1914 rinominata Toronto Shamrocks, 1915 | 1912-16 | nuova, ex franchigia O'Brien |
| Toronto 228th Battalion                                                                     | 1916-17 | nuova, prese il posto di Tecumsehs/Ontarios/Shamrocks per la stagione 1916-17, composta di giocatori di hockey professionisti militari |

Le due franchigie di Renfrew e Les Canadiens vennero acquistate da Mr. O'Brien. Dopo la stagione 1910, le due franchigie vennero trasferite a Toronto. Haileybury HC venne trasferita a Montreal e prese il nome di Canadiens.